# Haruna Babangida
Haruna Babangida (Kaduna, 1 oktober 1982) is een voormalig Nigeriaans voetballer. De aanvaller is de jongere broer van profvoetballers Ibrahim Babangida en Tijjani Babangida.

## Clubcarrière

### FC Barcelona
Babangida begon in 1989 als voetballer bij Shooting Stars FC in Nigeria. Louis van Gaal haalde hem in 1996 naar de jeugdopleiding van AFC Ajax en twee jaar later kwam Babangida in de jeugd (cantera) van FC Barcelona terecht.
De Nigeriaan scoorde in zijn eerste elf wedstrijden voor Barça B in het seizoen 1998/99 21 keer. Zijn prestaties leverden hem een plaats op in de Nigeriaanse selectie voor het WK Onder-20 van 1999 in eigen land, een toernooi dat gewonnen werd door het Spanje van Babangida’s clubgenoten Xavi, Gabri en David Bermudo. Babangida debuteerde in het eerste elftal op 21 juli 1998 in een oefenwedstrijd tegen AGOVV tijdens het trainingskamp van FC Barcelona in Nederland. De Nigeriaan was toen 15 jaar, 9 maanden en 20 dagen oud. Hij verving Luís Figo. Alleen Paulino Alcántara was met een leeftijd van 15 jaar, 4 maanden en 18 dagen jonger bij zijn debuut voor Barça. Zijn eerste doelpunt maakte Babangida enige dagen later tegen GVVV uit Veenendaal. In de loop van het seizoen mocht Babangida een paar keer meespelen met de hoofdmacht tijdens oefenwedstrijden. Ook na het vertrek van Louis van Gaal in 2000 bij FC Barcelona, kreeg Babangida nog kansen zijn waarde te bewijzen. Zo gaf Carles Rexach hem in april 2001 een basisplaats in het duel tegen Gramenet UEA in de halve finale van de Copa de Catalunya.

### Verhuur aan Terrassa FC
Babangida brak niet door bij FC Barcelona en werd in het seizoen 2002/03 verhuurd aan Terrassa FC, uit de Segunda División A. In januari 2003 was de aanvaller met Terrassa FC dicht bij een stunt tegen Real Madrid in de achtste finales van de Copa del Rey, maar Los Merengues plaatsen zich toch voor de volgende ronde. Babangida scoorde in de heenwedstrijd. In mei 2003 bewees Babangida in de halve finales van de Copa Catalunya FC Barcelona een slechte dienst. Nadat Fábio Rochemback de blaugranas op voorsprong had gebracht, maakte Babangida zes minuten voor tijd de gelijkmaker, waarna Terrassa FC de strafschoppen beter nam dan FC Barcelona.
Babangida speelde bij Terrassa 38 wedstrijden, waarin hij vijf keer het net wist te vinden.

### Terugkeer bij FC Barcelona
Ook bij zijn terugkeer in Barcelona kreeg Babangida niet meer de kans om bij het eerste elftal te spelen. Hij speelde zijn wedstrijden voornamelijk bij Barcelona B. Hij speelde in totaal 136 wedstrijden voor Barça B, waarin hij 47 keer scoorde.

### Verhuur aan Cádiz CF
De tweede seizoenshelft van het seizoen 2003/04 werd Babangida opnieuw verhuurd, ditmaal aan Cádiz CF, wederom uit de Segunda División. Hier speelde hij veertien wedstrijden en wist hij geen doelpunt te maken.

### Metaloerh Donetsk
FC Barcelona verkocht de aanvaller in 2004 aan Metaloerh Donetsk uit Oekraïne. Babangida begon hier als bankzitter, in het seizoen dat hij werd aangetrokken (seizoen 2004/05) speelde hij maar acht wedstrijden en wist daarin twee doelpunten te maken. In de laatste speelronden verdiende hij een basisplaats
Het seizoen daarop, seizoen 2005/06, stond hij wederom in de basis. Hij speelde twee wedstrijden voor hij vertrok.

### Olympiakos Piraeus
De weinige wedstrijden die Babangida speelde bij Metaloerh waren toch genoeg voor Griekse interesse. In de zomer van 2005 maakte Babangida, na een geslaagde stage, de overstap naar Olympiakos Piraeus. Hier groeide hij uit tot basisspeler.
Tegen Olympique Lyonnais maakte de Nigeriaan zijn eerste treffer in de UEFA Champions League.
In het seizoen 2006/07 belandde Babangida op een zijspoor. Waardoor hij maar acht wedstrijden speelde, waarin hij een doelpunt wist te maken.

### Apollon Limassol
Omdat Haruna Babangida niet langer van een basisplaats verzekerd was, vertrok hij naar Apollon Limassol uit Cyprus. Hier maakte hij op 1 september 2007 zijn debuut tegen aartsrivaal AEL Limassol, Babangida scoorde twee keer bij zijn debuut (4-3 winst).
Babangida speelde in zijn eerste seizoen op Cyprus 23 wedstrijden en wist hierin negen keer te scoren. Het seizoen daarop scoorde hij wederom negen keer, maar dit keer in 31 wedstrijden.

### FK Koeban Krasnodar
Na twee seizoenen op Cyprus te hebben gespeeld, trok Babangida terug naar het vasteland. Hij vond onderdak bij FK Koeban Krasnodar uit Rusland. Gedurende het seizoen 2009/10 speelde hij hier veertien wedstrijden en wist hij een doelpunt te maken.

### FSV Mainz
Op 26 januari 2010 werd bekend dat Feyenoord Babangida mee liet trainen. Hij kwam daar terecht via Dani Fernandez, die hij nog kende vanuit zijn FC Barcelona tijd. Hij tekende in juni 2010 een eenjarig contract bij FSV Mainz 05. Zijn periode in Duitsland had niet het gewenste resultaat.

### SBV Vitesse
In januari 2011 tekende Babangida een contract voor een half jaar bij Vitesse. In zijn eerste wedstrijd voor Vitesse scoorde Babangida meteen, hij maakte de 4-1 in de met 5-2 gewonnen wedstrijd tegen Roda JC. Na een aantal wedstrijden raakte Babangida ook bij Vitesse uit de gratie, trainer Ferrer gaf de voorkeur aan andere spelers. Op 13 mei 2011 maakte Vitesse bekend dat het aflopende contract van Babangida niet werd verlengd, Babangida's optreden bij Vitesse bleef beperkt tot 7 wedstrijden in de hoofdmacht, hierin wist de voormalig Nigeriaans international 1 keer te scoren.

### Kapfenberger SV
Na een half jaar zonder club gezeten te hebben tekende Babangida in januari 2012 bij het Oostenrijkse Kapfenberger SV. Aan het einde van dat kalenderjaar verliet hij de club.

### Mosta FC
Na twee jaar zonder club gezeten te hebben, pakte Babangida in januari 2015 zijn loopbaan weer op bij Mosta FC op Malta.

### Einde carrière
Inmiddels heeft hij zijn carrière beëindigd en is hij een voetbalschool begonnen in Nigeria.

## Interlandcarrière
Babangida debuteerde in augustus 2003 in een oefenduel tegen Japan voor het Nigeriaans nationaal elftal.

## Statistieken
| Seizoen | Club                | Land        | Competitie         | Wedstrijden | Doelpunten |
| ------- | ------------------- | ----------- | ------------------ | ----------- | ---------- |
| 2002/03 | →Terrassa FC (huur) | Spanje      | Segunda División A | 38          | 8          |
| 2003/04 | FC Barcelona        | Spanje      | Primera División   | 0           | 0          |
| 2003/04 | →Cádiz CF (huur)    | Spanje      | Segunda División A | 14          | 0          |
| 2004/05 | Metaloerh Donetsk   | Oekraïne    | Vysjtsja Liha      | 10          | 2          |
| 2005/06 | Olympiakos Piraeus  | Griekenland | A Division         | 25          | 2          |
| 2006/07 | Olympiakos Piraeus  | Griekenland | A Division         | 8           | 1          |
| 2007/08 | Apollon Limassol    | Cyprus      | A Divizion         | 23          | 9          |
| 2008/09 | Apollon Limassol    | Cyprus      | A Divizion         | 31          | 9          |
| 2009/10 | FK Koeban Krasnodar | Rusland     | Premjer-Liga       | 14          | 1          |
| 2010/11 | 1. FSV Mainz 05     | Duitsland   | Bundesliga         | 2           | 0          |
| 2010/11 | Vitesse             | Nederland   | Eredivisie         | 7           | 1          |
| 2011/12 | Kapfenberger SV     | Oostenrijk  | Bundesliga         | 16          | 2          |
| 2012/13 | Kapfenberger SV     | Oostenrijk  | Erste Liga         | 8           | 0          |
| 2014/15 | Mosta FC            | Malta       | Premier League     | 2           | 2          |
| Totaal  |                     |             |                    | 198         | 37         |